# Spencer Cox
Spencer James Cox (* 11. července 1975 Mount Pleasant, Utah) je americký politik, právník a člen Republikánské strany, od ledna 2021 guvernér Utahu.
V roce 2004 byl zvolen členem rady města Fairview, v roce 2005 se stal fairviewským starostou. Od ledna do října 2013 působil jako člen utahské Sněmovny reprezentantů za utahský 58. okrsek. V říjnu 2013 na funkci rezignoval poté, co se stal utahským viceguvernérem, když sloužil po boku guvernéra Garyho Herberta. Ve volbách v roce 2020 byl zvolen utahským guvernérem, když porazil kandidáta Demokratické strany Christophera Petersona. Mandát poté obhájil i v roce 2024. 
V roce 2023 se stal předsedou Národní asociace guvernérů, když ve funkci nahradil massachusettského guvernéra Phila Murphyho. V roce 2024 jej ve funkci nahradil guvernér Colorada Jared Polis.
Je ženatý, má čtyři děti.